# Menella mjobergi
Menella mjobergi is een zachte koraalsoort uit de familie Plexauridae. De koraalsoort komt uit het geslacht Menella. Menella mjobergi werd in 1916 voor het eerst wetenschappelijk beschreven door Broch. 